# Doimo
Doimo anche Domino o Domnione (in croato Duje; Antiochia di Siria, III secolo – Salona, 304) è stato un vescovo romano; fu vescovo di Salona, in Dalmazia.

## Agiografia
Era nato ad Antiochia, ma visse nella città di Salona, di cui fu vescovo e dove, secondo la tradizione, fu martirizzato per volere dell'imperatore romano Diocleziano. Salona era una grande città romana, capitale della provincia della Dalmazia, nei pressi di Spalato. Il vescovo subì il martirio con sette altri cristiani nelle persecuzioni dell'imperatore Diocleziano: fu decapitato nel 304.
Un'altra tradizione cristiana (meno attendibile) afferma che sia venuto a Roma con san Pietro e sia stato poi inviato da Pietro a evangelizzare la Dalmazia, dove subì il martirio insieme a otto soldati che si erano convertiti.

## Culto
I suoi resti si vogliono conservati dal VII secolo all'interno della cattedrale di Spalato a lui dedicata. Quando Salona fu saccheggiata dagli Avari e Slavi nel VI secolo, la popolazione si trasferì al vicino Palazzo di Diocleziano, allargando la città di Spalato, che subentrò a Salona quale centro principale. San Doimo divenne patrono della città e la cattedrale della città (la Cattedrale di San Doimo) venne costruita nel mausoleo di Diocleziano stesso, l'imperatore che lo martirizzò.
La Basilica di San Giovanni in Laterano a Roma, sostiene di possedere alcune delle reliquie Domnio, dal momento che il papa Giovanni IV, nel VII secolo, aveva chiesto che le reliquie di un martire di nome Domnio fossero portate a Roma.
Viene festeggiato a Spalato come santo patrono il 7 maggio:
(Martirologio Romano)